# Rubus wallichianus
Rubus wallichianus är en rosväxtart som beskrevs av Robert Wight och Arnott. Rubus wallichianus ingår i släktet rubusar, och familjen rosväxter. Inga underarter finns listade i Catalogue of Life.